# Paphiopedilum wentworthianum
Paphiopedilum wentworthianum là một loài thực vật có hoa trong họ Lan. Loài này được Schoser & Fowlie mô tả khoa học đầu tiên năm 1968.